# 智恵理
智恵理（ちえり）は日本の原型師。

## 来歴
東京でアニメーターとして活躍していたが、美少女フィギュア造形の第一人者として1990年代より数々の作品を手がけ、手がけた作品は高く評価される。

## 文献
- レプリカントvol.2